# Turkmenistán na Letních olympijských hrách 1996
Turkmenistán na Letních olympijských hrách 1996 v Atlantě reprezentovalo sedm sportovců z toho 4 muži a 3 ženy. Reprezentanti nevybojovali žádnou medaili.